# گسترش جنگ داخلی سوریه به لبنان
بین سال‌های ۲۰۱۱ تا ۲۰۱۷، درگیری‌های ناشی از جنگ داخلی سوریه، به لبنان، گسترش یافت، زیرا مخالفان و حامیان جمهوری عربی سوریه، به لبنان سفر کردند تا در خاک لبنان به جنگ و حمله به یکدیگر بپردازند. درگیری‌های سوریه، باعث افزایش خشونت‌های فرقه‌ای در لبنان شد، به طوری که بسیاری از مسلمانان سنی لبنان، از شورشیان در سوریه حمایت کردند، در حالی که بسیاری از مسلمانان شیعه لبنان، از دولت بعثی بشار اسد حمایت می‌کنند، که اقلیتی علوی در سوریه و معمولاً به عنوان شاخه‌ای هترودوکسی در تشیع، توصیف می‌شود؛ که همگی این‌ها در نهایت به کشتار، ناآرامی و آدم‌ربایی فرقه‌ای در سراسر لبنان، منجر شد.
این درگیری، در اواسط سال ۲۰۱۱، آغاز و در درگیری بین افراد مسلح در طرابلس، هفت نفر کشته و ۵۹ نفر زخمی شدند. در ماه مه ۲۰۱۲، درگیری به بیروت و بعداً به جنوب و شرق لبنان گسترش یافت، در حالی که نیروهای مسلح لبنان، در شمال لبنان و بیروت مستقر شدند. تا ژانویه ۲۰۱۶، بیش از ۸۰۰ نفر کشته و تقریباً ۳۰۰۰ نفر زخمی شدند. در میان جناح‌های سیاسی لبنان، ائتلاف ۱۴ مارس، از اپوزیسیون سوریه مورد حمایت عربستان سعودی و ائتلاف ۸ مارس، از دولت اسد مورد حمایت ایران، حمایت کردند. در ۲۸ اوت ۲۰۱۷، آخرین جنگجویان باقیمانده از داعش و هیئت تحریر شام، از لبنان عقب‌نشینی کردند.